# 吴曼青
吴曼青（1965年8月—），安徽桐城人，中华人民共和国科学家、中国工程院院士。中共第十八届中央候补委员。曾任中国工程院党组成员、副院长。

## 生平
毕业于安徽省桐城中学、国防科技大学，后供职于中国电子科技集团，担任总工程师兼任电子科学研究院院长。2018年8月，任中国电子科技集团公司总经理、党组副书记。2022年6月，当选为中国工程院党组成员、副院长。2022年9月，免去中国电子科技集团公司总经理、党组副书记职务。
2009年，当选中国工程院信息与电子工程学部院士。
2025年7月9日，不再担任中国工程院副院长。